# Campeonato Mundial en Parejas de AAA
El Campeonato Mundial en Parejas de AAA es un campeonato en parejas de lucha libre profesional de la empresa Lucha Libre AAA Worldwide (AAA). El campeonato se creó el 5 de noviembre de 1993, bajo el nombre de Campeonato Mundial en Parejas de IWC, con el paso de tiempo, fue desactivado en 1994 tras la muerte de Love Machine. En 2007 fue reactivado el título con el nombre de Campeonato Mundial en Parejas de AAA. Los campeones actuales son Pagano & Psycho Clown, quienes se encuentran en su primer reinado en conjunto. 
Los combates por el campeonato suelen ser habituales de los eventos pago por visión (PPV) de la empresa — incluido Triplemanía, el evento más importante de AAA.
Tras su establecimiento en 2007, fue clasificado como un campeonato exclusivo para parejas, coexistiendo con el Campeonato Mundial en Parejas Mixto de AAA (solamente para hombre y mujer) y el Campeonato Mundial de Tríos de AAA. El título ha sido defendido en los Estados Unidos a través de la relación de trabajo de AAA con All Elite Wrestling (AEW).
El Campeonato en Parejas de AAA accede a su portador a ser un potencial Campeón de Tres Coronas y Gran Campeón.

## Historia
El campeonato fue creado el 5 de noviembre de 1993 por Ron Skoler como Campeonato Mundial en Parejas de la IWC, mientras Skoler usaba el nombre de la International Wrestling Council (IWC) para promover los eventos de Asistencia Asesoría y Administración (AAA) en los Estados Unidos. El título solo tuvo 2 parejas de campeones, ya que quedó vacante el 23 de noviembre de 1994 debido a la muerte de Love Machine.
El 20 de octubre de 2006, la AAA comenzó una serie de luchas para sacar a los nuevos Campeones Mundiales en Parejas de la AAA. El 18 de marzo de 2007, The Black Family, integrada por Dark Cuervo & Dark Ozz, durante el evento Rey de Reyes 2007, vencieron a Alan Stone & Zumbido, Crazy Boy & Joe Lider y Pegasso & Super Fly, convirtiéndose en los nuevos campeones.
El 23 de mayo de 2010, durante la gira de NOAH Navigation With Breeze 2010 en el segunda día en la empresa Pro Wrestling NOAH en Niigata, Japón, Atsushi Aoki y Go Shiozaki derrotaron a Taiji Ishimori y Takeshi Morishima para conseguir su reinado número nueve en conjunto y con esto afecto el pequeño cambio de la cartelera en Triplemanía XVIII siendo la primera vez que se cambia de título fuera de México. El 6 de julio, ellos perderían sus título ante Los Maniacos (Silver King & Último Gladiador) donde estuvieron involucrados La Hermandad 187 (Nicho el Millonario & Joe Líder) y Beer Money, Inc. (Robert Roode & James Storm) en un Four-way Match.
El 16 de marzo de 2019 en Rey de Reyes, The Young Bucks (Matt Jackson & Nick Jackson) hicieron su debut como representantes de All Elite Wrestling derrotando a los Lucha Brothers (Fénix & Pentagón Jr.) (quien también son representantes de AEW) llevándose los títulos a la empresa estadounidense. El 25 de mayo en el inaugural evento de AEW Double or Nothing, los Bucks defendieron sus títulos ante Fénix y Pentagón siendo la primera defensa fuera de México.

## Nombres
| Nombre                                  | Años                                             |
| --------------------------------------- | ------------------------------------------------ |
| Campeonato Mundial en Parejas de la IWC | 5 de noviembre de 1993 — 23 de noviembre de 1994 |
| Campeonato Mundial en Parejas de AAA    | 18 de marzo de 2007 — presente                   |

## Campeones
El Campeonato Mundial en Parejas de AAA es un campeonato en parejas creado por la entonces AAA en 2007. Los campeones inaugurales fueron Dark Cuervo & Dark Ozz, quienes ganaron en Rey de Reyes 2007, y desde entonces ha habido 30 distintos equipos y 50 luchadores campeones oficiales, repartidos en 37 reinados en total. Además, el campeonato ha sido declarado vacante en cuatro ocasiones a lo largo de su historia. Art Barr, Eddie Guerrero, Taiji Ishimori, Takeshi Morishima, Atsushi Aoki, Go Shiozaki, Jack Evans, Abyss, Vampiro Canadiense, Angélico, El Mesías, Matt Jackson, Nick Jackson, Cash Wheeler, Dax Harwood, Raj Dhesi y Satnam Singh son los diecisiete luchadores no mexicanos que han ostentado el título.
El reinado más largo en la historia del título le pertenece a Lucha Brothers (Fénix & Pentagón Jr.), quienes mantuvieron el campeonato por 853 días. Por otro lado, un equipo ha tenido un reinado de menos de un día: Lucha Brothers (Fénix & Pentagón Jr.), solo 5 minutos en 2019. Aquel reinado es el más corto en la historia del campeonato
En cuanto a los días en total como campeones (un acumulado entre la suma de todos los días de los reinados individuales de cada luchador), Lucha Brothers también posee el primer lugar, con 853 días como campeones en sus dos reinados. Les siguen Los Güeros del Cielo — Angélico & Jack Evans — (567 días en sus tres reinados), La Hermandad 187 — Joe Líder & Nicho El Millonario — (551 días en su único reinado), Mexican Powers — Crazy Boy & Joe Líder — (411 días en su dos  reinados), y La Legión Extranjera — Abyss & Chessman — (364 días en su único reinado). En cuanto a los días en total como campeones, de manera individual, Joe Líder posee el primer lugar con 1490 días entre sus cinco reinados como campeón. Le siguen Pentagón Jr.  — (1154 días en sus tres reinados), Fénix — (853 días en sus dos reinados), Jack Evans — (769 días en sus cuatro reinados), y Angélico (567 días en sus tres reinados). En cuanto al peso de los campeones, Abyss & Chessman son los más pesados con 265 kilogramos combinados, mientras que Extreme Tiger & Halloween son los más livianos con 161 kilogramos combinados.
Por último, Los Güeros del Cielo y Cuervo & Escoria son los equipos con más reinados, con tres cada uno. Individualmente, Joe Líder es el luchador con más reinados con cinco cada uno.

### Campeones actuales
Los campeones actuales son Pagano & Psycho Clown, quienes se encuentran en su primer reinado en conjunto. Pagano & Psycho Clown ganaron los campeonatos tras derrotar a los excampeones Los Garza (Angel & Berto) el 16 de agosto de 2025 en Triplemanía XXXIII.
Pagano & Psycho Clown no registran hasta el 17 de agosto de 2025 defensas televisadas.

### Lista de campeones
| N.º | Campeones                                                         | Lucha                    | Lucha                               | Lucha                            | Estadísticas | Estadísticas | Notas y referencias |
| N.º | Campeones                                                         | Fecha                    | Evento                              | Ubicación                        | Reinado      | Días         | Notas y referencias |
| --- | ----------------------------------------------------------------- | ------------------------ | ----------------------------------- | -------------------------------- | ------------ | ------------ | --- |
| 1   | El Hijo del Santo (1) & Octagón (1)                               | 5 de noviembre de 1993   | House show                          | Tonalá, Jalisco                  | 1            | 260          | Derrotaron a Los Gringos Locos en la final de un torneo. Era conocido como Campeonato Mundial en Parejas de la IWC.                                                 |
| 2   | Los Gringos Locos (Art Barr (1) & Eddie Guerrero (1))             | 23 de julio de 1994      | House show                          | Chicago, Illinois                | 1            | 123          | [ 5 ] |
| —   | Vacante                                                           | 23 de noviembre de 1994  | —                                   | —                                | —            | —            | Debido a que Barr falleció de una insuficiencia cardíaca. |
| 3   | The Black Family (Dark Cuervo (1) & Dark Ozz (1))                 | 18 de marzo de 2007      | Rey de Reyes                        | Naucalpan, Estado de México      | 1            | 119          | Derrotaron a Alan Stone & Zumbido, Crazy Boy & Joe Líder y Pegasso & Super Fly.                                                                                     |
| 4   | Mexican Powers (Crazy Boy (1) & Joe Líder (1))                    | 15 de julio de 2007      | Triplemanía XV                      | Naucalpan, Estado de México      | 1            | 287          | [ 7 ] |
| 5   | La Familia de Tijuana (Extreme Tiger (1) & Halloween (1))         | 27 de abril de 2008      | AAA Sin Límite                      | Zapopan, Jalisco                 | 1            | 143          | [ 8 ] |
| 6   | La Hermandad 187 (Joe Líder (2) & Nicho El Millonario (1))        | 14 de septiembre de 2008 | Verano de Escándalo                 | Zapopan, Jalisco                 | 1            | 551          | Derrotaron a La Familia de Tijuana (Extreme Tiger & Halloween), Mexican Powers (Crazy Boy & Último Gladiador) y The Hart Foundation 2.0 (Jack Evans & Teddy Hart).  |
| 7   | La Legión Extranjera (Taiji Ishimori (1) & Takeshi Morishima (1)) | 19 de marzo de 2010      | AAA Sin Límite                      | Ciudad de México                 | 1            | 65           | [ 10 ] |
| 8   | Atsushi Aoki (1) & Go Shiozaki (1))                               | 23 de mayo de 2010       | NOAH Navigation With Breeze - Day 1 | Niigata, Japón                   | 1            | 14           | [ 11 ] |
| 9   | Los Maníacos (Silver King (1) & Último Gladiador (1))             | 6 de junio de 2010       | Triplemanía XVIII                   | Ciudad de México                 | 1            | 288          | Derrotaron a La Legión Extranjera (Atsushi Aoki & Go Shiozaki), Beer Money, Inc. (James Storm & Robert Roode) y La Hermandad 187 (Joe Líder & Nicho El Millonario). |
| 10  | Extreme Tiger (2) & Jack Evans (1)                                | 21 de marzo de 2011      | House show                          | León, Guanajuato                 | 1            | 202          | [ 13 ] |
| 11  | La Legión Extranjera (Abyss (1) & Chessman (1))                   | 9 de octubre de 2011     | Héroes Inmortales V                 | Monterrey, Nuevo León            | 1            | 364          | [ 14 ] |
| 12  | Joe Líder (3) & Vampiro Canadiense (1)                            | 7 de octubre de 2012     | Héroes Inmortales VI                | San Luis Potosí, San Luis Potosí | 1            | 227          | [ 15 ] |
| —   | Vacante                                                           | 22 de mayo de 2013       | —                                   | —                                | —            | —            | Debido a que Lider & Vampiro no los defendieron. |
| 13  | Mexican Powers (Crazy Boy (2) & Joe Líder (4))                    | 16 de junio de 2013      | Triplemanía XXI                     | Ciudad de México                 | 2            | 124          | Derrotaron a Fénix & Drago, Psicosis & Daga, Jack Evans & Angélico y Los Mamitos (Mr. E & Sexy Big).                                                                |
| 14  | Los Güeros del Cielo (Angélico (1) & Jack Evans (2))              | 18 de octubre de 2013    | Héroes Inmortales VII               | Puebla, Puebla                   | 1            | 415          | Derrotaron a Mexican Powers (Crazy Boy & Joe Líder), La Secta (Escoria & Espíritu) y Aero Star & Drago.                                                             |
| 15  | Los Perros del Mal (Joe Líder (5) & Pentagón Jr. (1))             | 7 de diciembre de 2014   | Guerra de Titanes                   | Zapopan, Jalisco                 | 1            | 301          | Derrotaron a Los Güeros del Cielo y Myzteziz & Fénix. |
| 16  | Los Güeros del Cielo (Angélico (2) & Jack Evans (3))              | 4 de octubre de 2015     | Héroes Inmortales IX                | San Luis Potosí, San Luis Potosí | 2            | 108          | Derrotaron a Los Perros del Mal (Joe Líder & Pentagón Jr.) y Daga & Steve Pain.                                                                                     |
| —   | Vacante                                                           | 22 de enero de 2016      | Guerra de Titanes                   | Zapopan, Jalisco                 | —            | —            | Debido a que Angelico tenía una lesión en la pierna. |
| 17  | Hell Brothers (Averno (1) & Chessman (2))                         | 22 de enero de 2016      | Guerra de Titanes                   | Zapopan, Jalisco                 | 1            | 177          | Derrotaron a Villano IV & Máscara Año 2000 Jr. y a la Real Fuerza Aérea (Fenix & Aero Star).                                                                        |
| 18  | Los Güeros del Cielo (Angélico (3) & Jack Evans (4))              | 17 de junio de 2016      | AAA Sin Límites                     | Oaxaca, Oaxaca                   | 3            | 42           | Derrotaron a Averno & Chessman y a Monster Clown & Murder Clown. |
| 19  | Aero Star (1) & Drago (1)                                         | 28 de agosto de 2016     | Triplemanía XXIV                    | Ciudad de México                 | 1            | 215          | Derrotaron a Los Güeros del Cielo (Angélico & Jack Evans), El Hijo del Fantasma & Garza Jr. y a Matt Cross & Paul London.                                           |
| 20  | Dark Cuervo (2) & Dark Escoria (1)                                | 31 de marzo de 2017      | AAA Worldwide                       | Nezahualcóyotl, Estado de México | 1            | 56           | [ 23 ] |
| 21  | El Mesías (1) & Pagano (1)                                        | 26 de mayo de 2017       | AAA Worldwide                       | Ciudad de México                 | 1            | 9            | [ 24 ] |
| 22  | Dark Cuervo (3) & Dark Escoria (2)                                | 4 de junio de 2017       | Verano de Escándalo                 | Ciudad Juárez, Chihuahua         | 2            | 83           | Derrotaron a El Mesías & Pagano, Aero Star & Drago y a Bengala & Australian Suicide. Durante su reinado cambiaron sus nombres a Cuervo y Escoria, respectivamente.  |
| 23  | Totalmente Traidores (Monster Clown (1) & Murder Clown (1))       | 26 de agosto de 2017     | Triplemanía XXV                     | Ciudad de México                 | 1            | 112          | Derrotaron a Cuervo & Escoria, Aero Star & Drago y a Andrew Everett & DJ Z.                                                                                         |
| 24  | Cuervo (4) & Escoria (3)                                          | 16 de diciembre de 2017  | AAA Worldwide                       | Ciudad de México                 | 3            | 99           | Derrotaron a Totalmente Traidores (Monster Clown & Murder Clown) y a Los Vipers (Histeria & Psicosis). Antes Dark Cuervo & Dark Escoria.                            |
| 25  | Los Mercenarios (El Texano Jr. (1) & Rey Escorpión (1))           | 25 de marzo de 2018      | AAA Worldwide                       | Monterrey, Nuevo León            | 1            | 356          | Durante su reinado Texano y Escorpión formaron su grupo llamado Los Mercenarios.                                                                                    |
| 26  | Lucha Brothers (Fénix (1) & Pentagón Jr. (2))                     | 16 de marzo de 2019      | Rey de Reyes                        | Puebla, Puebla                   | 1            | 0            | [ 29 ] |
| 27  | The Young Bucks (Matt Jackson (1) & Nick Jackson (1))             | 16 de marzo de 2019      | Rey de Reyes                        | Puebla, Puebla                   | 1            | 92           | [ 30 ] |
| 28  | Lucha Brothers (Fénix (2) & Pentagón Jr. (3))                     | 16 de junio de 2019      | Verano de Escándalo                 | Mérida, Yucatán                  | 2            | 853          | Este es el reinado más largo de la historia del campeonato. |
| 29  | FTR (Cash Wheeler (1) & Dax Harwood (1))                          | 16 de octubre de 2021    | Dynamite                            | Miami, Florida                   | 1            | 438          | FTR se disfrazó como el equipo de lucha ficticia "Las Super Ranas".                                                                                                 |
| 30  | Los Hermanos Lee (Dragon Lee (1) & Dralístico (1))                | 28 de diciembre de 2022  | Noche de Campeones                  | Acapulco, Guerrero               | 1            | 0            | [ 33 ] |
| —   | Vacante                                                           | 28 de diciembre de 2022  | Noche de Campeones                  | Acapulco, Guerrero               | —            | —            | Debido a que Lee firmó un contrato con la WWE. |
| 31  | Arez (1) & Komander (1)                                           | 20 de mayo de 2023       | AAA Worldwide                       | Morelia, Michoacán               | 1            | 183          | Derrotaron a Rey Horus & Octagón Jr. y a Jack Evans & Myzteziz Jr. para ganar los títulos vacantes.                                                                 |
| 32  | Nueva Generación Dinamita (Forastero (1) & Sansón (1))            | 19 de noviembre de 2023  | Guerra de Titanes                   | Ciudad Juárez, Chihuahua         | 1            | 205          | [ 38 ] |
| 33  | Negro Casas (1) & Psycho Clown (1)                                | 11 de junio de 2024      | AAA Orígenes                        | Ciudad Juárez, Chihuahua         | 1            | 67           | [ 39 ] |
| 34  | Raj Dhesi (1) & Satnam Singh (1)                                  | 17 de agosto de 2024     | Triplemanía XXXII: Ciudad de México | Ciudad de México                 | 1            | 214          | Derrotaron a Psycho Clown & Negro Casas y a Legado Wagner (El Hijo de Dr. Wagner Jr. & Galeno del Mal).                                                             |
| —   | Vacante                                                           | 19 de marzo de 2025      | —                                   | —                                | —            | —            | Debido a que Raj y Satnam fueron despojados de los títulos luego de no defendernos ninguna vez.                                                                     |
| 35  | Nueva Generación Dinamita (Forastero (2) & Sansón (2))            | 22 de marzo de 2025      | Rey de Reyes                        | Ciudad de México                 | 2            | 85           | Derrotaron a Jeff Jarrett & Sam Adonis y Laredo Kid & Pagano por los campoenatos vacantes.                                                                          |
| 36  | Los Garza (Angel (1) & Berto (1))                                 | 15 de junio de 2025      | Triplemanía Regia                   | Monterrey, Nuevo León            | 1            | 62           | Derrotaron a Nueva Generación Dinamita (Forastero & Sansón), Nic Nemeth & Ryan Nemeth y Psycho Clown & Pagano. .                                                    |
| 37  | Pagano (2) & Psycho Clown (2)                                     | 16 de agosto de 2025     | Triplemanía XXXIII                  | Ciudad de México                 | 1            | 1+           | . |

### Total de días como campeones
La siguiente lista muestra el total de días que un equipo o un luchador ha poseído el campeonato, si se suman todos los reinados que posee. 

#### Por equipos

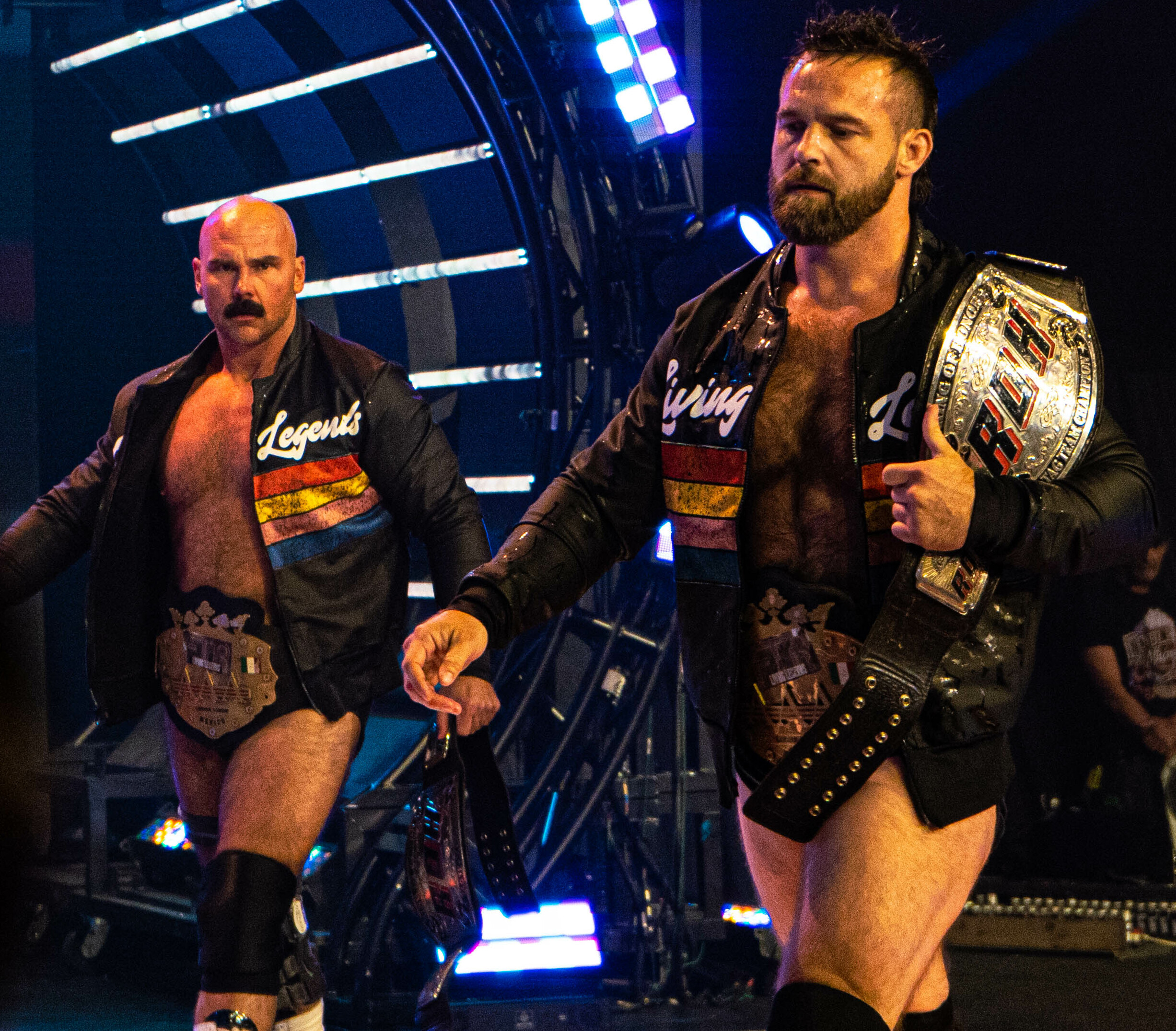
The Revival posee un récord de 438 días en un solo reinado.

A la fecha del 17 de agosto de 2025.
| + | Indica a los campeones actuales |

| N.º | Equipo                                                    | Reinados | Total de días |
| --- | --------------------------------------------------------- | -------- | ------------- |
| 1   | Lucha Brothers (Fénix & Pentagón Jr.)                     | 2        | 853           |
| 2   | Los Güeros del Cielo (Angélico & Jack Evans)              | 3        | 567           |
| 3   | La Hermandad 187 (Joe Líder & Nicho el Millonario)        | 1        | 551           |
| 4   | FTR (Cash Wheeler & Dax Harwood)                          | 1        | 438           |
| 5   | Mexican Powers (Crazy Boy & Joe Líder)                    | 2        | 411           |
| 6   | La Legión Extranjera (Abyss & Chessman)                   | 1        | 364           |
| 7   | Los Mercenarios (El Texano Jr. & Rey Escorpión)           | 1        | 356           |
| 8   | Los Perros del Mal (Joe Líder & Pentagón Jr.)             | 1        | 301           |
| 9   | Los Maniacos (Silver King & Último Gladiador)             | 1        | 288           |
| 10  | Nueva Generación Dinamita (Forastero & Sansón)            | 2        | 290           |
| 11  | El Hijo del Santo & Octagón                               | 1        | 260           |
| 12  | Dark Cuervo & Dark Escoria                                | 3        | 238           |
| 13  | Joe Líder & Vampiro Canadiense                            | 1        | 227           |
| 14  | Aero Star & Drago                                         | 1        | 215           |
| 15  | Raj Dhesi & Satnam Singh                                  | 1        | 214           |
| 16  | Extreme Tiger & Jack Evans                                | 1        | 202           |
| 17  | Arez & Komander                                           | 1        | 183           |
| 18  | Los Hell Brothers (Averno & Chessman)                     | 1        | 177           |
| 19  | La Familia de Tijuana (Extreme Tiger & Halloween)         | 1        | 143           |
| 20  | Los Gringos Locos (Art Barr & Eddie Guerrero)             | 1        | 123           |
| 21  | The Black Family (Dark Cuervo & Dark Ozz)                 | 1        | 119           |
| 22  | Totalmente Traidores (Monster Clown & Murder Clown)       | 1        | 112           |
| 23  | The Young Bucks (Matt Jackson & Nick Jackson)             | 1        | 92            |
| 24  | Negro Casas & Psycho Clown                                | 1        | 67            |
| 25  | La Legión Extranjera (Taiji Ishimori & Takeshi Morishima) | 1        | 65            |
| 26  | Los Garza (Garza & Berto)                                 | 1        | 62            |
| 27  | Atsushi Aoki & Go Shiozaki                                | 1        | 14            |
| 28  | El Mesías & Pagano                                        | 1        | 9             |
| 29  | Pagano & Psycho Clown                                     | 1        | 1+            |
| 30  | Los Hermanos Lee (Dragon Lee (1) & Dralístico (1))        | 1        | 0             |

#### Por luchador

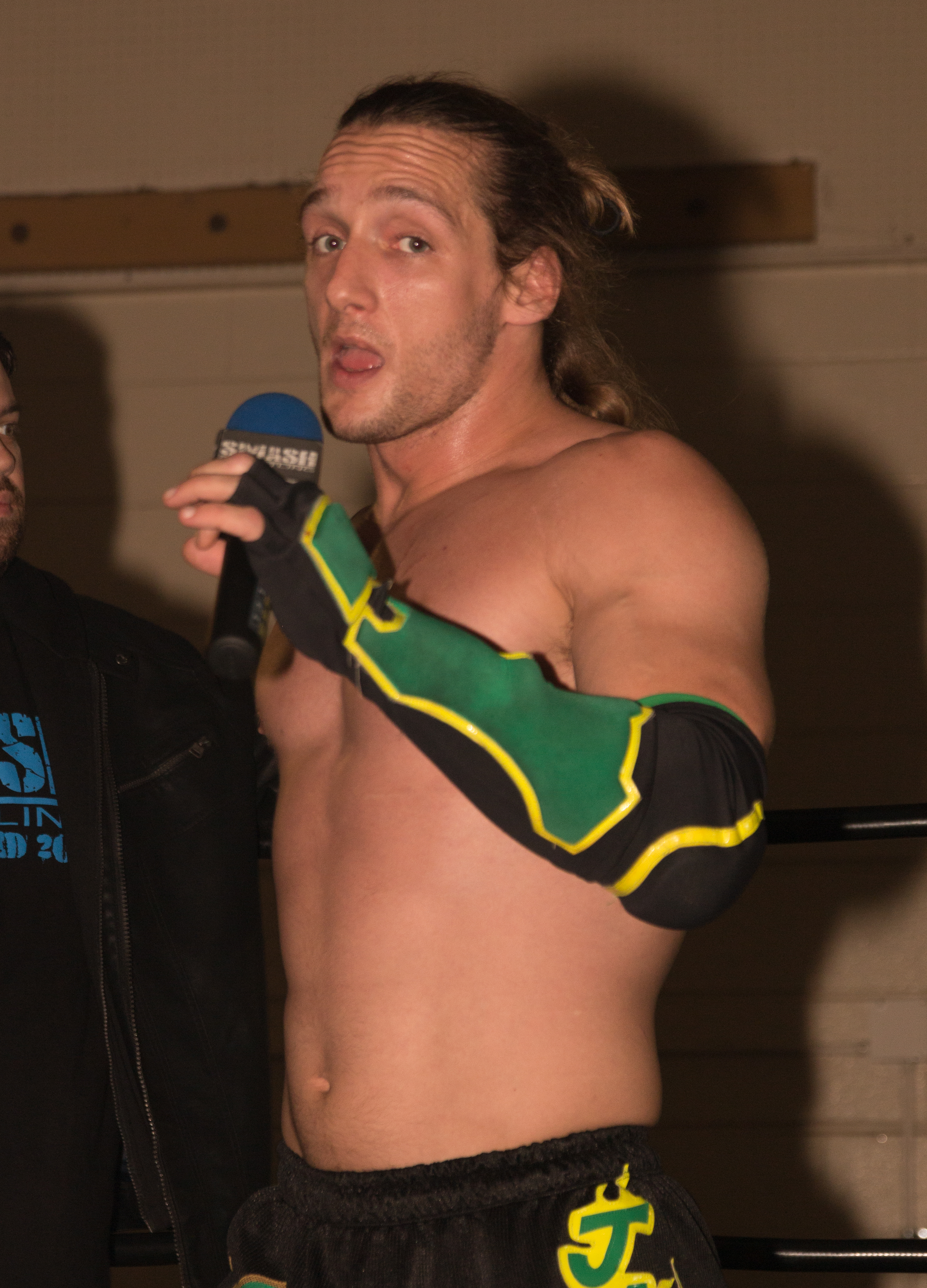
Jack Evans es el segundo con el mayor número de días acumulativos como campeón.

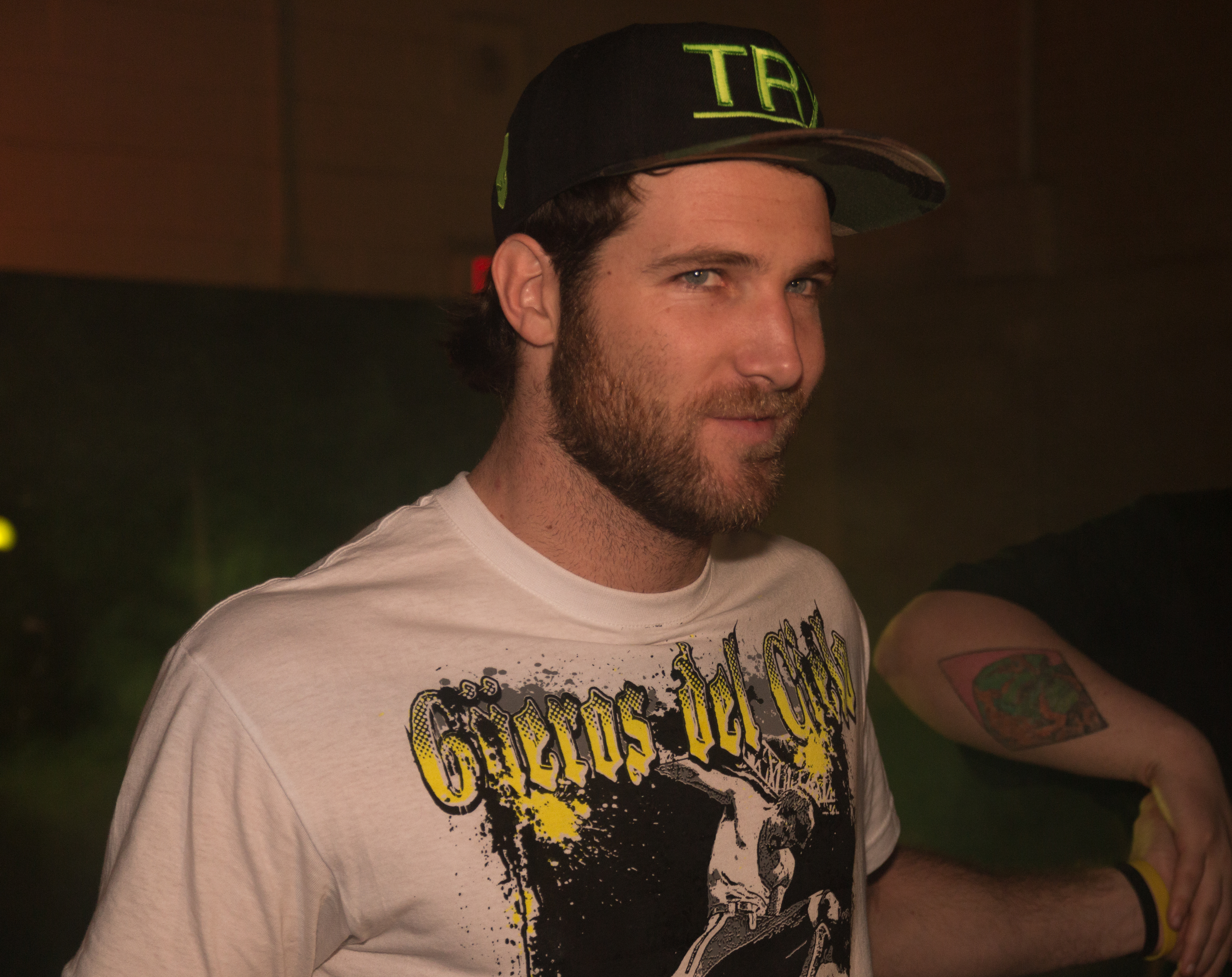
Angélico es el tercero con el mayor número de días acumulativos como campeón.

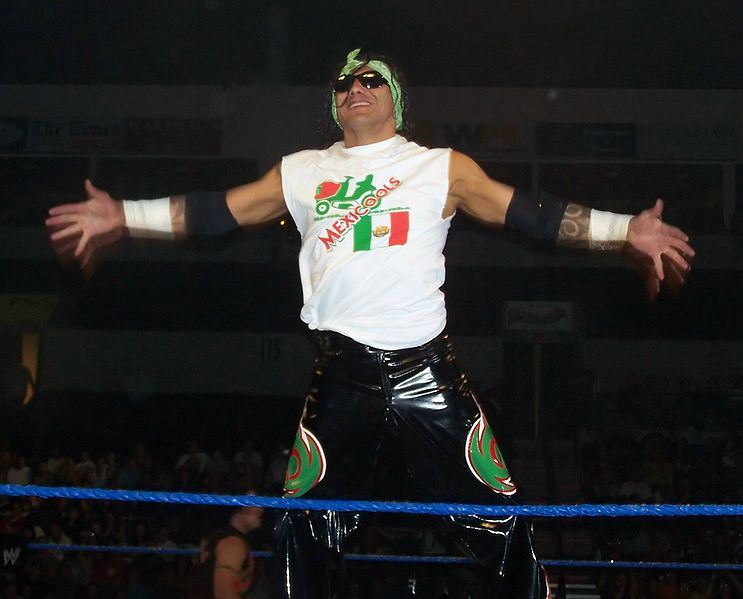
Nicho el Millonario es el cuarto con el mayor número de días acumulativos como campeón y también posee el reinado más largo de 551 días en su único reinado.

A la fecha del 17 de agosto de 2025.
| + | Indica a los campeones actuales |

| N.º | Campeón              | Reinados | Total de días |
| --- | -------------------- | -------- | ------------- |
| 1   | Joe Líder            | 5        | 1490          |
| 2   | Pentagón Jr.         | 3        | 1154          |
| 3   | Fénix                | 2        | 853           |
| 4   | Jack Evans           | 4        | 769           |
| 5   | Angélico             | 3        | 567           |
| 6   | Nicho el Millonario  | 1        | 551           |
| 7   | Chessman             | 2        | 541           |
| 8   | Cash Wheeler         | 1        | 438           |
| 8   | Dax Harwood          | 1        | 438           |
| 10  | Crazy Boy            | 2        | 411           |
| 11  | Abyss                | 1        | 364           |
| 12  | Dark Cuervo/Cuervo   | 4        | 358           |
| 13  | El Texano Jr.        | 1        | 356           |
| 13  | Rey Escorpión        | 1        | 356           |
| 15  | Extreme Tiger        | 2        | 345           |
| 16  | Silver King          | 1        | 288           |
| 16  | Último Gladiador     | 1        | 288           |
| 18  | Forastero            | 2        | 290           |
| 18  | Sansón               | 2        | 290           |
| 20  | El Hijo del Santo    | 1        | 260           |
| 20  | Octagón              | 1        | 260           |
| 22  | Dark Escoria/Escoria | 3        | 238           |
| 23  | Vampiro Canadiense   | 1        | 227           |
| 24  | Aero Star            | 1        | 215           |
| 24  | Drago                | 1        | 215           |
| 26  | Raj Dhesi            | 1        | 214           |
| 26  | Satnam Singh         | 1        | 214           |
| 28  | Arez                 | 1        | 183           |
| 28  | Komander             | 1        | 183           |
| 30  | Averno               | 1        | 177           |
| 31  | Halloween            | 1        | 143           |
| 32  | Art Barr             | 1        | 123           |
| 32  | Eddie Guerrero       | 1        | 123           |
| 34  | Dark Ozz             | 1        | 119           |
| 35  | Monster Clown        | 1        | 112           |
| 35  | Murder Clown         | 1        | 112           |
| 37  | Matt Jackson         | 1        | 92            |
| 37  | Nick Jackson         | 1        | 92            |
| 39  | Psycho Clown         | 2        | 68+           |
| 40  | Negro Casas          | 1        | 67            |
| 41  | Taiji Ishimori       | 1        | 65            |
| 41  | Takeshi Morishima    | 1        | 65            |
| 43  | Ángel                | 1        | 62            |
| 43  | Berto                | 1        | 62            |
| 45  | Atsushi Aoki         | 1        | 14            |
| 45  | Go Shiozaki          | 1        | 14            |
| 47  | Pagano               | 2        | 10+           |
| 48  | El Mesías            | 1        | 9             |
| 49  | Dragon Lee           | 1        | 0             |
| 49  | Dralístico           | 1        | 0             |

### Mayor cantidad de reinados

#### Por equipo
| Reinados | Luchador (es)                                             |
| -------- | --------------------------------------------------------- |
| 3 veces  | Los Güeros del Cielo, Cuervo & Escoria                    |
| 2 veces  | Mexican Powers, Lucha Brothers, Nueva Generación Dinamita |

#### Por luchador
| Reinados | Luchador (es)                                                                     |
| -------- | --------------------------------------------------------------------------------- |
| 5 veces  | Joe Líder                                                                         |
| 4 veces  | Jack Evans, Dark Cuervo                                                           |
| 3 veces  | Angélico, Dark Escoria, Pentagón Jr.                                              |
| 2 veces  | Xtreme Tiger, Crazy Boy, Chessman, Fénix, Forastero, Sansón, Pagano, Psycho Clown |